# Євсеєнко Іван Іванович
Євсе́єнко Іва́н Іва́нович (2 серпня 1943, село Займище, Чернігівська область — †12 грудня 2014, Воронеж) — письменник-емігрант на Московщині, походженням з України. Журналіст, редактор воронезького журналу «Подъем».

## Життєпис
Народився в українській родині під час Другої світової війни. У рідному селі працював учителем, а потім завербувався у переселенській конторі до Східної Прусії — кореспондентом районної газети в Калінінградській області Російської Федерації. Відбував службу у большевицькій армії.
Навчався в Курському педагогічному інституті, в Літературному інституті (семінар Сєрґея Залиґіна), закінчив 1973.
1976 – взяли до Спілки письменників СССР, працював у Воронежі. Там же очолив відділ прози воронезького журналу «Подъем», 1997—2006 був головним редактором журналу.
Помер 12 грудня 2014.

## Творчість
Автор численних оповідань та повістей, які публікувалися в часописах «Новый мир»,, «Наш современник», «Москва», «Смена», «Север», «Дон», «Роман-газета». У різних видавництвах видано більше двадцяти книжок.
Лауреат багатьох літературних премій.